# Márk Bíró
Dans le nom hongrois Bíró Márk, le nom de famille précède le prénom, mais cet article utilise l’ordre habituel en français Márk Bíró, où le prénom précède le nom.
 (novembre 2017).
Si vous disposez d'ouvrages ou d'articles de référence ou si vous connaissez des sites web de qualité traitant du thème abordé ici, merci de compléter l'article en donnant les références utiles à sa vérifiabilité et en les liant à la section « Notes et références ».
Márk Bíró, né en 1974 à Eger, est une personnalité politique hongroise, député à l'Assemblée hongroise, membre du groupe Fidesz.